# Jeux de la Communauté des États indépendants
Les Jeux de la Communauté des États indépendants ou Jeux de la CEI sont une compétition multisports réunissant des sportifs de pays appartenant à la Communauté des États indépendants. Sa première édition a lieu en 2021.

## Histoire
Les Jeux de la Communauté des États indépendants sont ouverts aux sportifs de moins de 23 ans provenant de nations appartenant à la Communauté des États indépendants.
Les premiers Jeux de la CEI (en) se déroulent du 4 au 11 septembre 2021 à Kazan en Russie,. Prévus au départ du 20 au 27 août 2020, ils ont été reportés d'un an en raison de la pandémie de Covid-19.
Les deuxièmes Jeux de la CEI se tiennent en août 2023 en Biélorussie.
L'organisation des troisièmes Jeux de la CEI, prévus en 2025, est attribuée à l'Azerbaïdjan. L'édition se tiendra à Gandja.